# Lyndsay Pace
Lyndsay Pace (* 12. März 1990 in Malta) ist eine maltesische Sängerin und Songwriterin.

## Leben
Lyndsay Pace wurde am 12. März 1990 auf Malta geboren, als Kind bekam sie Gesangsunterricht in London. 2006 nahm Pace am Wettbewerb The Star To B Talent Contest teil und gewann diesen, 2008 wurde sie Teil der Girlband VIEVE. Die Sängerin landete mit den Liedern System Overload und Going Under in den Top 10 der offiziellen Charts Maltas, mit Zip It Up erreichte sie den ersten Platz. Am 4. Dember 2012 nahm sie an den Auditions der beliebten britischen Castingshow Britain’s Got Talent teil. 2011 und 2013 war Pace die Background-Sängerin bei Malta Eurovision Song Contest, dem maltesischen Vorentscheid zum Eurovision Song Contest. 2015 bewarb sie sich selbst mit dem Lied Home, welches von Boris Cezek geschrieben wurde, und erreichte das Halbfinale, das am 21. November 2014 in Marsa stattfand. Das Finale erreichte sie nicht.

## Auszeichnungen und Nominierungen
| Jahr | Auszeichnung       | Nominierung        | Für          | Resultat  |
| ---- | ------------------ | ------------------ | ------------ | --------- |
| 2011 | Bay Music Awards   | Best Solo Artist   | Lyndsay Pace | Nominiert |
| 2011 | Malta Music Awards | Best Female Artist | Lyndsay Pace | Nominiert |
| 2014 | Malta Music Awards | Best Solo Artist   | Lyndsay Pace | Nominiert |

## Diskographie

### Alben
- 2011: EP Compilation

### Singles
- 2008: I Don't want To Watch Television (Als Teil der Band VIEVE)
- 2008: Simple Pop (Als Teil der Band VIEVE)
- 2008: Sit Down (Als Teil der Band VIEVE)
- 2009: Somersaults (Als Teil der Band VIEVE)[3]
- 2010: Going Under
- 2010: Taking Over Me
- 2011: Love Sick[4]
- 2011: Reach Out
- 2014: Home[5]